# قطارات فائقة السرعة (الشركة الوطنية للسكك الحديدية)
القطار فائق السرعة (بالفرنسية: Train à Grande Vitesse) أو TGV هي خدمة قطار فائق السرعة تربط بين عدة مدن فرنسية وأخرى أوروبية وتدير هذه الخدمة الشركة الوطنية للسكك الحديدية (SNCF)، على السكك الحديدية.
تم تطوير الخدمة خلال 1970 من قبل شركة ألستوم والشركة الوطنية للسكك الحديدية. حيث صمم كقطار توربيني ليكون مدعوم من قبل توربينات الغاز، تطورت النماذج في القطارات الكهربائية مع أزمة النفط عام 1973. بعد خدمة افتتاحية بين باريس وليون في عام 1981 على LGV الجنوب الشرقي ( LGV ((بالفرنسية: Ligne à Grande Vitesse)، خط عالي السرعة))، والشبكة، حيث تتركز في باريس، توسعت إلى ربط العديد من المدن في مختلف أنحاء فرنسا وفي البلدان المجاورة على تركيبات عالية السرعة وخطوط تقليدية.
اختبار قطار غراند فيتيس قد حدد سجلا للسرعات العالية لمركبات السكك الحديدية لقطار سكك حديدية سريع تصل 574.8 كم/س (357.2 ميل/س) في 3 نيسان 2007. في منتصف عام 2011، فإن القطارات TGV قد تقرر تشغيلها على أعلى سرعات في خدمة القطارات التقليدية المعمول بها في العالم، الوصول بانتظام 320 كم/س (200 ميل/س) على مؤسسة خط عالي السرعة، خط عالي السرعة رين - رون وخط عالي السرعة البحر الأبيض المتوسط.
وفقا ل جريدة السكك الحديد في عام 2007، كانت رحلات قطار غراندي فيتيس للسكك الحديدية أسرع رحلات متوسطة السرعة للسكك الحديدية المقررة من البداية إلى التوقف 279.4 كم/س (173.6 ميل/س)بين غار دي شامباني - أردين قطار غراندي فيتيس شامباني - أردين قطار غراندي فيتيس غار دي لورين قطار غراندي فيتيس،  حتى يوليو عام 2013، عندما تم تجاوزها من قبل السكك الحديدية فائقة السرعة الصينية.
النجاح التجاري لأول خط عالي السرعة والخط العالي السرعة في الجنوب الشرقي، أدى إلى التوسع في الشبكة إلى الجنوب (خط عالي السرعة رون ألب وخط عالي السرعة البحر الأبيض المتوسط)، وخطوط جديدة في الغرب (خط عالي السرعة أتلانتيك)، الشمال (خط عالي السرعة نورد)، والشرق (مؤسسة الخط عالي السرعة). حريصة على محاكاة نجاح قطار غراندي فيتيس والبلدان إيطاليا واسبانيا المجاورة، وضعت ألمانيا خدمات السكك الحديدية عالية السرعة الخاصة بها. بينما كان النظام قطار غراندي فيتيس نفسه يمتد إلى الدول المجاورة، إما مباشرة (سويسرا وإيطاليا) أو من خلال شبكات قطار غراندي فيتيس المشتقة التي تربط فرنسا إلى بلجيكا، وألمانيا، وهولندا (تاليس)، وكذلك فرنسا وبلجيكا لدى المملكة المتحدة (يوروستار). ومن المقرر تمديد عدة خطوط في المستقبل، بما في ذلك تمديدات داخل فرنسا والدول المحيطة. وأصبحت مدن مثل تور (مدينة) جزء من حزام «قطار غراندي فيتيس لنقل الركاب» حول باريس.
في عام 2007، حصدت الشركة الوطنية للسكك الحديدية (فرنسا) أرباحا بقيمة 1.1 مليار € (حوالي مليون و 750 ألف دولار منهم 000.875 جنيه استرليني) مدفوعة إلى حد كبير بسبب ارتفاع الهوامش على شبكة قطار غراندي فيتيس.

## التاريخ

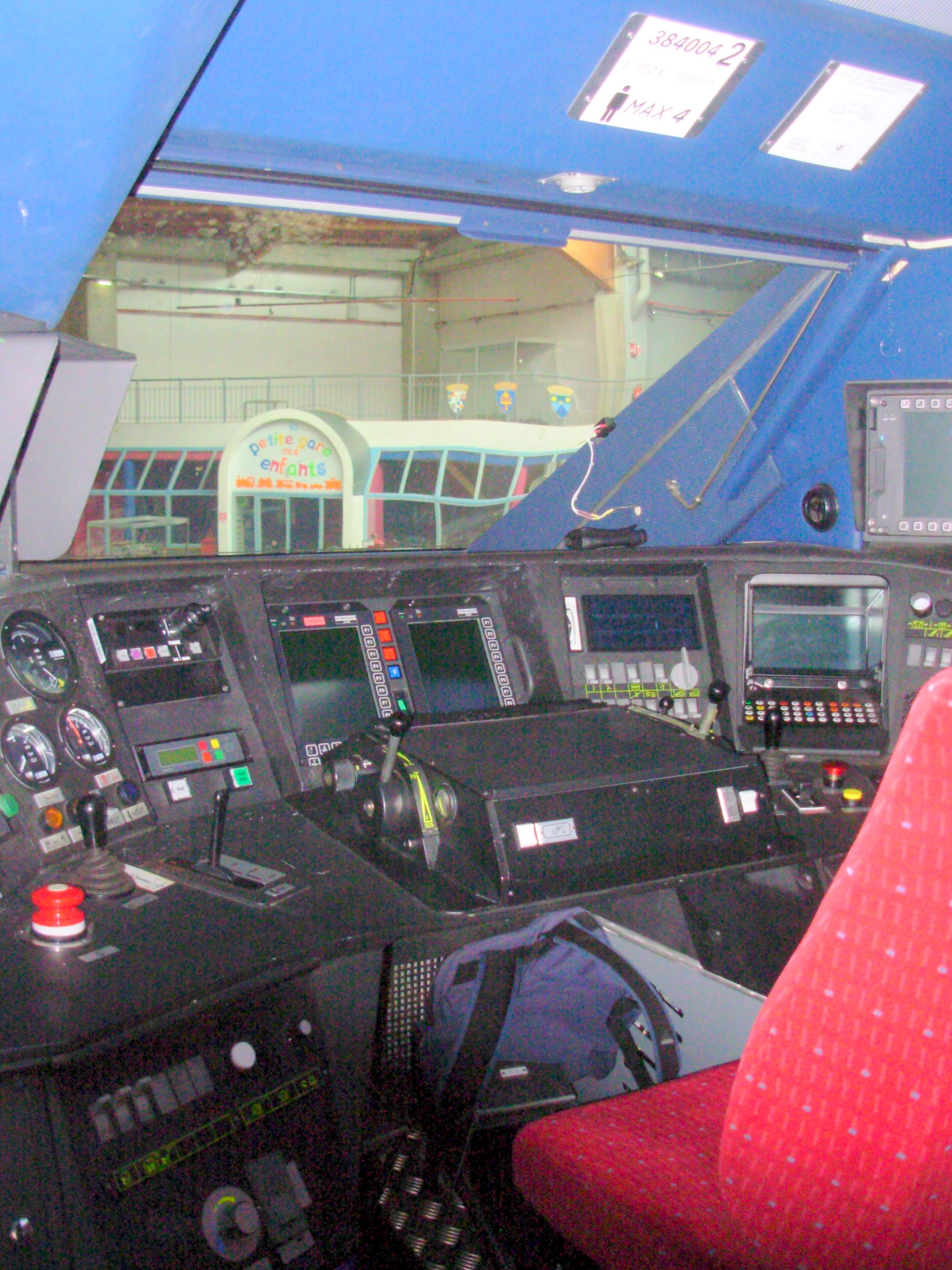
مقصورة السائق في قاطرة قطار تَيجَيفَي

لقد اقترحت فكرة قطار غراندي فيتيس لأول مرة في 1960، بعد أن كانت اليابان قد بدأت بناء شينكانسن (القطار فائق السرعة) في عام 1959. وفي ذلك الوقت فضلت الحكومة الفرنسية تكنولوجيا جديدة، حيث تم استكشاف إنتاج الحوامات ومركبة الأيروترين ذات الوسائد الهوائية. وفي الوقت نفسه، بدأت الشركة الوطنية للسكك الحديدية (فرنسا) البحث حول القطارات فائقة السرعة على المسارات التقليدية. في عام 1976، وافقت الحكومة على تمويل الخط الأول. وبحلول منتصف 1990، كانت القطارات قد أصبحت شعبية بحيث أن رئيس الشركة الوطنية للسكك الحديدية (فرنسا) لويس قالوا الذي أعلن أن قطار غراندي فيتيس «هو الابتكار الذي أنقذ السكك الحديدية الفرنسية».

## قراءات إضافية
- Cinotti, Eric and Tréboul, Jean-Baptiste (2000) Les TGV européens : Eurostar, Thalys, Paris : Presses universitaires de France, ISBN 2-13-050565-1 (in French)
- Perren, Brian (2000) TGV handbook, 2nd ed., Harrow Weald : Capital Transport, ISBN 1-85414-195-3
- Malaspina, Jean-Pierre (2005). Des TEE aux TGV [TEE to TGV]. Trains d'Europe (بالفرنسية). Paris: La Vie du Rail. Vol. 1. ISBN:2915034486.
- Soulié, Claude and Tricoire, Jean (2002). Le grand livre du TGV, Paris: La Vie du Rail, ISBN 2-915034-01-X (بالفرنسية)

## وصلات خارجية
- Official SNCF Website (in English)
- Official TGV Website (in English)
- Voyages-SNCF (in English)
- Official UK TGV Website Managed by Rail Europe
- official maps of the French train network (from RFF, the French rail infrastructure managers; French version newer than English)
- TGVweb from TrainWeb؛ an unofficial website with photos and information
  - Under the Hood of a TGV from TrainWeb
  - TGVweb Accidents page from TrainWeb
- TGV, France from railway-technology.com
- TGV breaks world speed record for rail trains, Breaking Legal News – World Business News, 3 April 2007
- French Train Sets Rail Record 357.2 mph (574.8 km/h) نسخة محفوظة 27 سبتمبر 2007 على موقع واي باك مشين., Story From USTINET AP News
- Technical article describing the first turbine TGV prototype (in French)

قالب:Lignes à grande vitesse